# Национално знаме на Барбадос
Националното знаме на Барбадос е официалното знаме на страната. То е прието на 30 ноември 1966 г.
Представлява 3 равни вертикални ленти. Първата и третата са в синьо, а втората е в жълто. По средата на жълтата лента има тризъбец. Сините ленти отбелязват океана, а жълтата лента означава пясъка на острова. Тризъбецът е счупен и се показва само върхът.